# 依頼
| ウィキペディアには「依頼」という見出しの百科事典記事はありません（タイトルに「依頼」を含むページの一覧/「依頼」で始まるページの一覧）。 代わりにウィクショナリーのページ「依頼」が役に立つかもしれません。 |